# Watertoren (Roosendaal)
De watertoren in Roosendaal is gebouwd in 1916 naar ontwerp van H.P.N. Halbertsma en ligt aan de Nispensestraat.
De watertoren heeft een hoogte van 48,6 meter gemeten vanaf NAP. De watertoren staat op de lijst monumentale panden van de gemeente Roosendaal.
De kunstgalerie Galerie de Watertoren is niet gevestigd onder de watertoren, maar een eindje verderop in de straat.

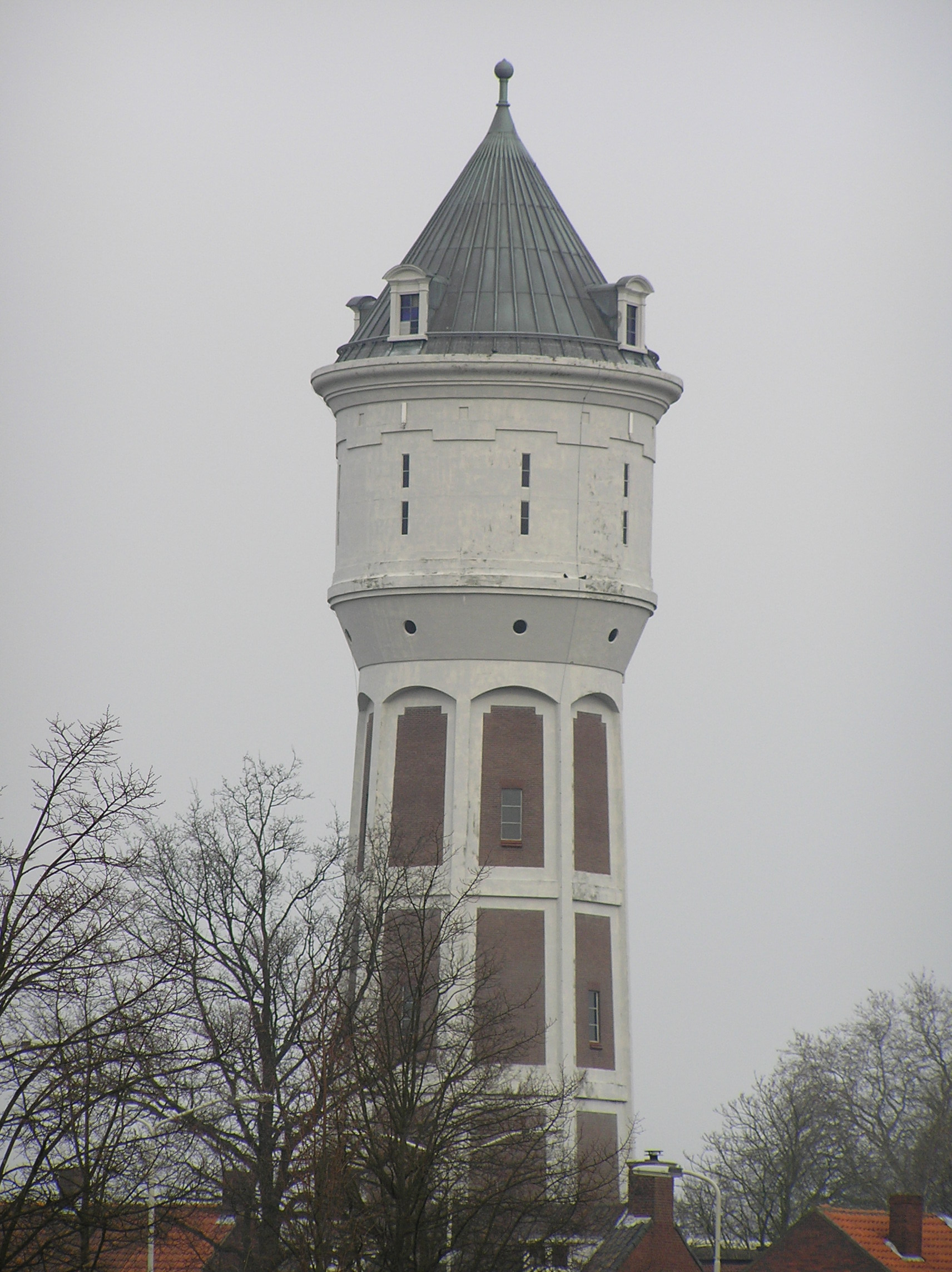
Van afstand
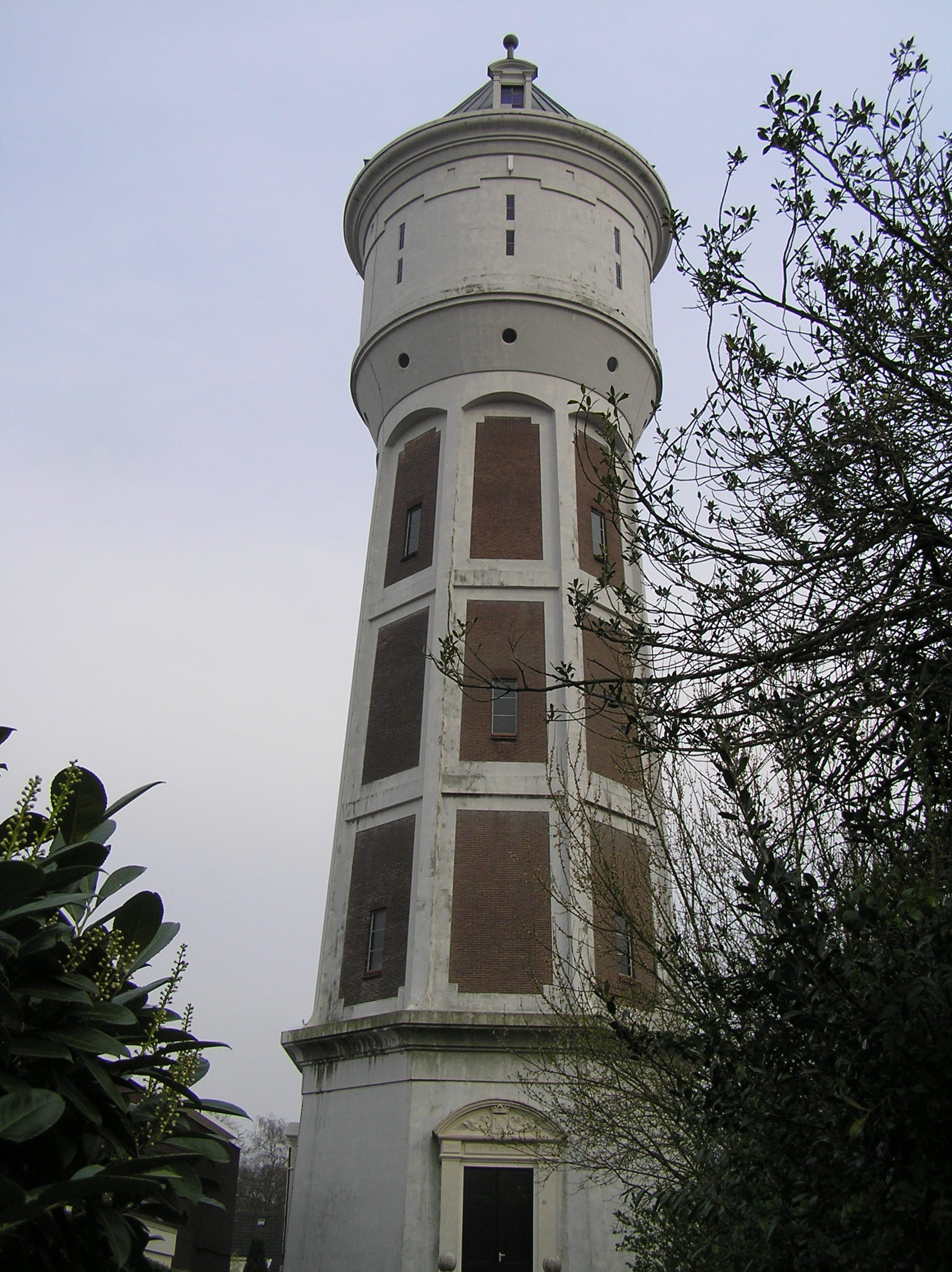
Voorzijde
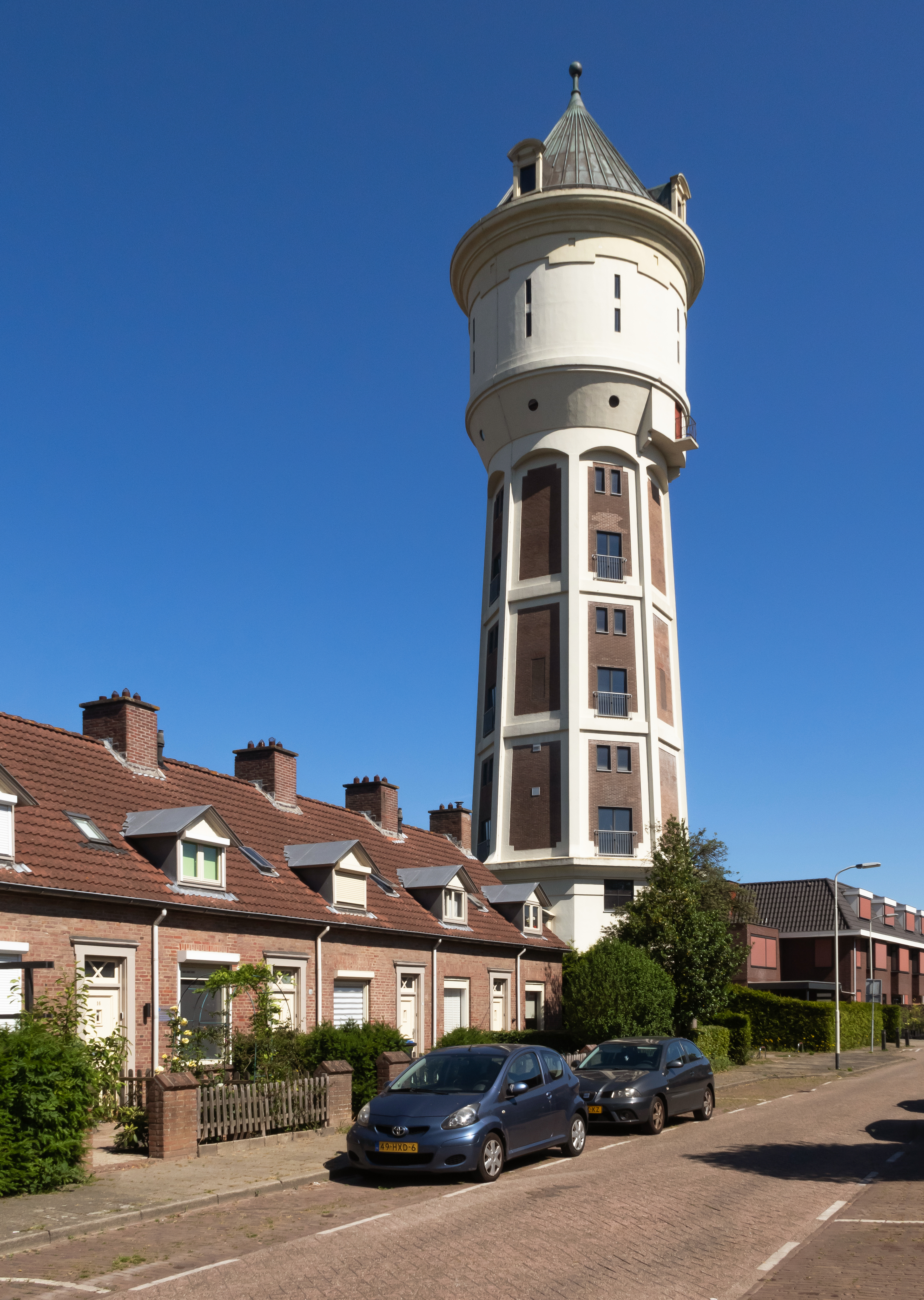
Vanaf de zijkant